# Відкриті дані
Відкриті дані — це концепція, за якою певні дані мають бути вільними для використання та розповсюдження будь-якою особою з будь-якою метою.
Цей термін часто використовують для позначення концепції «Відкриті державні дані», що є інструментом оцінки та контролю роботи влади та держави та є одним з наріжних каменів електронного уряду. В Україні для позначення відкритих державних даних використовують формулювання «публічна інформація у формі відкритих даних».
Відповідно до визначення відкритості Фонду відкритих знань, дані є відкритими, якщо задовільняються такі умови:
- Відкрита ліцензія: дані розповсюджуються під відкритою ліцензією (share-alike, суспільне надбання)
- Відкритий доступ: дані доступні за плату, що не перевищує витрати на їх відтворення (переважно безкоштовно через інтернет)
- Відкритий формат: дані доступні у форматі, що не створює перешкод для їх модифікації (машиночитний формат)

Концепція відкритості даних загалом не є новою, але її активне поширення почалося з розвитком інформаційних технологій та Інтернету.
Форма відкритих даних передбачає можливість автоматизованої обробки оприлюдненої інформації, вільний та безоплатний доступ до неї, а також можливість вільно поширювати та використовувати оброблену інформацію.
Ці характеристики визначають переваги інформації у формі відкритих даних: автоматизована обробка дозволяє будувати інноваційні продукти і послуги, вільний та безоплатний доступ забезпечує можливість для будь-кого займатись обробкою, а свобода використання — можливість застосовувати створені продукти в будь-яких цілях: комерційних, суспільних чи приватних.

## Відкриті державні дані у світі
Відкриті державні дані — це публічна інформація, що надається органами влади у машиночитному форматі без обмежень щодо подальшого використання. Такий формат даних дозволяє їх обробляти, копіювати, сортувати і найголовніше — створювати масові сервіси, що часто є безкоштовними для користувачів.
В багатьох країнах світу розвиток відкритих державних даних підтримується на державному рівні вже досить давно. І цей процес включає створення відповідної законодавчої бази, виконавчих органів та інформаційних ресурсів.
Держави-члени ЄС, США, інші провідні держави світу почали активно впроваджувати політику відкритих даних як частину політики електронного урядування. Своєю чергою, 2015 року Україна зробила перші кроки в напрямку впровадження практик відкритих даних: було внесено відповідні зміни до  Закону України «Про доступ до публічної інформації» та ухвалено рішення про долучення до Міжнародної Хартії Відкритих Даних.

### США
У США цілеспрямований розвиток області відкритих державних даних почався 2009 року зі створення ресурсу Data.gov та оприлюднення Директиви Відкритого Уряду США. Своєю чергою, ці ініціативи були продовженням політики розбудови електронного уряду США, що впроваджується з 2002 року.

### Європейський союз
В ЄС ухвалено Директиву про відкриті дані та вторинне використання інформації у державному секторі № 2019/1024 від 20 червня 2019 року. Держави-члени ЄС мають імплементувати її до 17 липня 2021 року.
В Європі, разом із національними, існує багато загальноєвропейських програм підтримки та розвитку відкритих даних та відповідних ресурсів, що фінансуються за рахунок коштів ЄС. Тут можна згадати проєкти DOPA, що розвивається в рамках Сьомої рамкової програми Єврокомісії (FP7).

### Росія
В РФ влітку 2013 року було ухвалено федеральний закон № 112-ФЗ, що вводить поняття відкритих даних та визначає порядок їх оприлюднення на державних ресурсах.

## Відкриті дані в Україні

### Історія розвитку
У 2012—2013 роках під впливом розвитку відкритих даних у світі, і зокрема, у сусідніх країнах, та за відсутності державної політики у цій сфері, починає формуватись спільнота активістів, що береться за розбудову відкритих даних в Україні.
Так 1 березня 2013 року з'являється перший проєкт, що пропагує використання відкритих даних — CityScale.
Кінець вересня 2013 року — CityScale запускає перший публічний недержавний портал відкритих даних.
Квітень 2014 року — поява data.gov.ua як демонстраційного прототипу державного порталу відкритих даних.
Червень 2014 року — створюється Державне агентство з питань електронного урядування України.
Травень 2015 року — з ухваленням поправок до Закону України «Про доступ до публічної інформації» в Україні на державному рівні з'являється поняття відкритих даних. А Державне агентство з питань електронного урядування України стає державним органом, що відповідає за реалізацію політики Уряду щодо відкритих даних.
2015 року — публікація дампу бази даних Державних закупівель.
21 жовтня 2015 року — ухвалення КМУ Постанови № 835 «Про затвердження Положення про набори даних, які підлягають оприлюдненню у формі відкритих даних», якою окрім іншого визначаються пріоритетні набори державних відкритих даних обов'язкові до публікації.
Квітень 2016 року — початок публікації даних Єдиного державного реєстру юридичних осіб, фізичних осіб-підприємців та громадських формувань у формі відкритих даних.
Лютий 2017 року — початок публікації даних Єдиного державного реєстру судових рішень у формі відкритих даних.
Літо 2017 року — розпочинається перший цикл Open Data Challenge.
21 вересня 2017 року — вперше в Україні проводиться Open Data Forum, де оголошують перших переможців Open Data Challenge.
14 вересня 2018 року — перші установчі збори спільноти OpenUp Ukraine.
2 вересня 2019 року — Державне агентство з питань електронного урядування України реорганізується в Міністерство цифрової трансформації України.

### Інше
Міністерство цифрової трансформації України є головним органом у системі центральних органів виконавчої влади, що забезпечує формування та реалізацію державної політики у сфері відкритих даних.
В Україні діє принцип відкритості за замовчуванням — «open by default». Уся публічна інформація суб'єктів владних повноважень має оприлюднюватись у форматі відкритих даних та надаватися на запит.
Вимоги законодавства про відкриті дані поширюються на:
- усіх суб'єктів господарювання (включаючи приватні компанії), що володіють суспільно необхідною інформацією;
- юридичних осіб, що фінансуються з державного і місцевих бюджетів, бюджету Автономної Республіки Крим;
- на осіб, що виконують делеговані повноваження суб'єктів владних повноважень;
- суб'єктів господарювання, які посідають домінантне становище на ринку, наділені спеціальними чи винятковими правами або є природними монополіями.

В Україні визначено одночасно три способи надання інформації:
- отримання за запитом;
- завантаження з державного вебпорталу відкритих даних або з вебсайтів розпорядників.

### Нормативно-правові акти, які регулюють сферу відкритих даних в Україні
- Закон України «Про доступ до публічної інформації» визначає порядок здійснення права на доступ до публічної інформації, зокрема у формі відкритих даних.
- Закон України «Про інформацію»[14] регулює відносини щодо створення, збирання, одержання, зберігання, використання, поширення, охорони, захисту інформації.
- Закон України «Про захист персональних даних»[15] визначає умови поширення персональних даних, зокрема під час оприлюднення публічної інформації у формі відкритих даних.
- Постанова Кабінету Міністрів України «Про затвердження Положення про набори даних, які підлягають оприлюдненню у формі відкритих даних»[16] встановлює вимоги до формату і структури наборів даних, що підлягають оприлюдненню у формі відкритих даних, періодичність оновлення та порядок їх оприлюднення, а також перелік таких наборів даних.
- Постанова Кабінету Міністрів України «Деякі питання оприлюднення публічної інформації у формі відкритих даних»[17] визначає механізм ведення Порталу відкритих даних з метою забезпечення доступу до публічної інформації у формі відкритих даних та взаємодії з користувачами щодо відкритих даних.
- Розпорядження Кабінету Міністрів України «Деякі питання приєднання до Міжнародної хартії відкритих даних»[18]
- Розпорядження Кабінету Міністрів України «Про затвердження плану дій з реалізації принципів Міжнародної хартії відкритих даних»[19]

## Рейтинги відкритості
У світі існує декілька організацій, що займаються оцінкою відкритості державних даних:
- Open data index від Open Knowledge Foundation[en]
- 5-star Open Data — методологія Тіма Барнса-Лі, що є засновником World Wide Web Foundation
- Open data barometer від World Wide Web Foundation[en]
- Statistical Capacity Indicator від Світового банку
- Opendatamonitor — порівнює портали відкритих даних країн Європи[21]
- OpenCorporates[en] — порівнює відкритість інформації про корпорації

## Сервіси на основі відкритих даних
Згідно з дослідженням, від 1,4 до 4,9 млн українців щомісячно користуються сервісами на основі відкритих даних. Найпопулярнішими є теми конкурентної розвідки (від 1,4 до 2,2 млн користувачів), громадського транспорту (1,2 млн користувачів) та антикорупції (від 0,7 до 0,9 млн користувачів).
- Youcontrol
- Opendatabot
- Clarity Project
- CityScale[23]
- Ring
- EasyWay
- Monitor.Estate[24]

Повний перелік сервісів доступний на Єдиному державному порталі відкритих даних.

##### В Україні було проведено ряд досліджень щодо використання відкритих даних у різних сферах
- Антикорупційний та соціальний вплив відкриття державних даних на провадження бізнесу в Україні.[26];
- Вплив відкриття даних Міністерства охорони здоров'я та Національної служби здоров'я України на суспільство[27];
- Вплив відкритих даних у сфері будівництва, реконструкції, ремонту та утримання автомобільних доріг в Україні[28];
- Вплив відкритих даних Державної архітектурно-будівельної інспекції[29]

## Державні портали відкритих даних

#### Єдиний державний вебпортал відкритих даних
Єдиний державний вебпортал відкритих даних, data.gov.ua — український урядовий вебсайт, де публікуються державні набори відкритих даних.
Портал створено на виконання Закону України «Про доступ до публічної інформації» та постанови Кабінету Міністрів України «Про затвердження Положення про набори даних, які підлягають оприлюдненню у формі відкритих даних».
Портал призначено для забезпечення надання доступу до публічної інформації у формі відкритих даних (т. зв. «наборів даних»), він передбачає доступ до інформації органів державної влади та місцевого самоврядування з можливістю її наступного вільного використання (у тому числі в комерційних цілях) за умови обов'язкового посилання на джерело отримання такої інформації.

## Місцеві портали відкритих даних України
Портал відкритих даних Вінницької міської територіальної громади  — ресурс, на якому у визначених форматах відкритих даних оприлюднені доступні для автоматичної обробки набори даних, які є у розпорядженні виконавчих органів Вінницької міської ради та міських комунальних підприємств, і містять суспільний інтерес територіальної громади.
Портал відкритих даних Вінницької міської ради розроблений в рамках Плану дій з реалізації принципів Міжнародної хартії відкритих даних, до якої Вінниця приєдналась у вересні 2017 року.

## Ринкова інфраструктура
Окрім вебпорталів відкритих даних державних та місцевих органів влади, також існують і недержавні портали відкритих даних.
Інші учасники ринку можуть не створювати і не використовувати відкриті дані, але фасилітують розвиток ринку і забезпечують учасників необхідними ресурсами (фінансовими, інформаційними тощо).
1991 Open Data Incubator — інкубатор проєктів на основі відкритих і великих даних, створений НУО SocialBoost. Учасники інкубатора отримують допомогу у фінансуванні, менторство, тощо.
Прозорість і підзвітність в державному управлінні та послугах (TAPAS)— проєкт USAID / UK aid, направлений на зменшення корупції та збільшення довіри до Уряду, в тому числі за допомогою інструментів відкритих даних. TAPAS є співорганізатором численних заходів з тематики відкритих даних, а експерти проєкту — авторами досліджень, методичних рекомендацій і регуляторних документів.
Open Data Challenge — національний конкурс IT-проєктів на основі відкритих даних з призовим фондом 2,5 млн грн. Конкурс проводився з 2017 до 2020 року, і значна частина наявних open data продуктів — переможці або учасники конкурсу.
OpenUp — спільнота активістів/ок, розробників/ць, дослідників/ць, які розділяють цінності відкритості в Україні: даних, коду, дослідження та форматів. Спільнота переважно займається адвокацією прозорості та відкритості, у тому числі шляхом судової практики
Дані міст — проєкт TechSoup і громадянської мережі «Опора», направлений на розвиток технологічних сервісів для міст. В рамках проєкту проводиться інкубація стартапів, навчання та технічна допомога органам місцевої влади (аудити даних, створення локальних порталів відкритих даних тощо).

## Важливі набори, що недоступні у форматі відкритих даних

#### Відомості Державного Земельного Кадастру
За Постановою КМУ № 835 ці дані мали би публікуватися ще з 2018 року, але під різними приводами цього не відбувалося, допоки відповідний пункт постанови взагалі не прибрали.
Без відкритих відомостей ДЗК неможливий справедливий та прозорий ринок землі, а також контроль за її використанням.

#### Дані про забруднення навколишнього середовища
Незважаючи на те, що Закон України «Про доступ до публічної інформації» чітко зобов'язує розпорядників безкоштовно надавати дані про стан довкілля, діє Постанова КМУ від 26 жовтня 2011 р. № 1102 [Архівовано 24 жовтня 2018 у Wayback Machine.], яку Гідрометеорологічна служба України використовує для обмеження доступу до таких даних.

##### Дані про фінансову звітність підприємств
Українське законодавство зобов'язує розпорядників — Державну податкову службу, Державну службу статистики та Міністерство юстиції України — публікувати та регулярно оновлювати дані фінзвітності компаній у форматі відкритих даних на порталі data.gov.ua. 
Відповідно до закону «Про бухгалтерський облік та фінансову звітність в Україні» фінансова звітність компаній (і державних, і приватних):
- Не містить комерційної таємниці
- Не є конфіденційною інформацією
- Не належить до інформації з обмеженим доступом (за окремими винятками)
- Не підпадає під заборону на поширення статистичної інформації[41]

Закон України «Про доступ до публічної інформації» регламентує: уся інформація, що є в державних органів, має надаватись на запит та оприлюднюватись. Особливо це стосується даних, що мають суспільний інтерес. Вимоги щодо оприлюднення фінзвітності є частиною Плану заходів з виконання Угоди про Асоціацію з ЄС (пункт 830).
Експерти Офісу ефективного регулювання BRDO дослідили ринок відкритих даних та проаналізували  ефективність державної політики у цій сфері.  Зокрема, вони з'ясували, що 90,05 % організацій в Україні не публікують дані фінансової звітності. Ряд організацій виступали з публічною вимогою відкрити фінансову звітність компаній. Ініціатива OpenUp ініціювала позови проти трьох органів, що приховують фінансову звітність.

##### Дані про рух громадського транспорту
Майже весь громадський транспорт в Україні обладнано GPS-давачами, завдяки яким і збираються дані про рух громадського транспорту. Так, Тернопіль, Вінниця, Житомир, Біла Церква, Бровари, Запоріжжя, Кам'янець, Кам'янське, Краматорськ, Рівне, Хмельницький, Чернігів, Одеса та інші українські міста де-факто мають дані про місцеперебування громадського транспорту, але не відкривають до них доступ. Ряд організацій звернулися з відкритою заявою про необхідність відкриття цих даних.